# Alexander Selkirk
Alexander Selkirk ou Alexandre Selcraig, né en 1676 à Lower Largo dans le comté de Fife du royaume d'Écosse, et mort le 13 décembre 1721 au large de Cape Coast au Ghana, est un marin écossais.
Il est connu pour avoir été abandonné seul sur une île inhabitée de l'océan Pacifique, de 1704 à 1709. L'histoire de sa survie a été largement médiatisée après son retour en Angleterre, devenant une source d'inspiration pour le roman de Daniel Defoe, Robinson Crusoé, publié en 1719.

## Sa vie avant son départ
Alexander Selkirk est le fils d'un cordonnier et tanneur de Lower Largo, un village de pêcheurs du comté de Fife sur la côte orientale de l'Écosse. Dans sa jeunesse, il fait preuve d'un caractère querelleur et indiscipliné. Cité à comparaître le 27 août 1693 devant le consistoire de Kirk pour « conduite indécente dans une église », il « ne comparut pas, s'étant enfui sur les mers : son affaire reste ouverte jusqu'à son retour ». Alexander Selkirk commence sa carrière de marin en 1695. En 1703, il rejoint une expédition corsaire dans l'océan Pacifique sous le commandement du capitaine William Dampier. Il est nommé navigateur du voilier Cinq Ports, commandé par le capitaine Thomas Stradling. À ce poste intermédiaire entre les officiers et les sous-officiers, il connaît parfaitement le navire, son état et ses performances.

## Le débarquement sur l'île déserte
Après une campagne décevante contre les navires et les villes de l'Empire espagnol en Amérique, lors de la guerre de Succession d'Espagne, l'expédition se sépare en plusieurs groupes. Le capitaine Stradling fait escale aux îles Juan Fernandez, au large de Valparaíso, pour approvisionner le bateau en bois et en eau avant de repartir vers le royaume d'Angleterre, en octobre 1704. Le bateau ayant subi des dommages dans les batailles et nécessitant un carénage, Selkirk veut le réparer avant de franchir le cap Horn.
Devant le refus obstiné du capitaine Stradling d'accéder à sa requête, Selkirk, sous le coup de la colère, refuse de poursuivre l'expédition et exige qu'on le laisse sur l'île de Más a Tierra, dans l'archipel Juan Fernández, à quelque 400 miles (plus de 600 km) des côtes chiliennes. Il essaye de convaincre quelques-uns de ses compagnons d'équipage de déserter avec lui en restant sur l'île. Son plan repose sur l'hypothétique passage d'un autre bateau qui leur viendrait en aide. Personne ne s'engage avec lui dans l'aventure. Le capitaine Stradling exauce le vœu d'Alexander Selkirk et l'abandonne seul sur l'île, trop heureux de se débarrasser d'un officier mêlé à toutes les tentatives de mutinerie depuis le départ d'Angleterre. Ce n'est que lorsqu'il se retrouve seul sur l'île que Selkirk réalise les conséquences de sa demande. Il tente sans succès de convaincre le capitaine de le rembarquer. C'est en vain qu'il fait des signes au navire qui s'éloigne.
L'histoire montra qu'il avait eu raison de choisir le débarquement car, comme il le craignait, le Cinq Ports s'échoua, fin 1704, près de l'île de Malpelo, noyant la moitié de l'équipage. Les survivants gagnèrent l'île jusqu'à ce qu'un navire espagnol les récupère. Accusés de piraterie, ils furent mis en détention à Lima. Dix-huit prisonniers, dont Stradling, survécurent.

## La vie sur l'île
Selkirk n'est pas le premier homme à avoir séjourné sur Más a Tierra. En 1681, le boucanier Capitaine Watling y abandonne un indien Mosquito appelé William. Son navire étant menacé par un navire espagnol en approche, le capitaine quitte l'île alors que William est parti à la chasse à la viande fraîche. William n'est cependant pas oublié par certains membres de l'équipage de Watling qui naviguent devant les îles en 1684, sous les ordres d'un autre flibustier, le capitaine John Cooke. L'un des membres de l'équipage est William Dampier qui voulut savoir si William était toujours vivant. Il trouve son ancien compagnon en bonne santé. William, qui n'a pas rencontré Selkirk, inspire à Defoe le personnage du jeune indigène cannibale Vendredi.
Selkirk vécut quatre ans et quatre mois sans la moindre compagnie humaine, sauf les pirates qui survinrent peu après. Tout ce qu'il possédait sur l'île était un mousquet, de la poudre à canon, des outils de charpentier, un couteau, quelques vêtements et de la corde. À cause de bruits étranges qui lui parvenaient de l'intérieur des terres, qu'il craignait provenir de bêtes dangereuses, Selkirk resta dans les premiers temps sur le rivage pour être plus en sécurité. Pendant ce temps, il mangea principalement des crustacés comme des crabes. Il scrutait quotidiennement l'océan pour trouver des bateaux, seule source d'aide possible. La solitude, la misère et le remords furent ses seuls compagnons pendant son temps passé sur l'île. Finalement, la seule chose qui le poussa dans l'intérieur de l'île furent les réunions bruyantes des hordes de lions de mer à la saison de reproduction.
Une fois installé dans les terres, sa vie prit un tour plus agréable. Il disposait de plus de nourriture : des chèvres sauvages (introduites par de précédents marins) lui donnaient viande et lait ; des navets, des choux et des baies de poivre noir lui offraient plusieurs assortiments de légumes et épices. Bien que des rats puissent l'attaquer la nuit, il lui était possible de dormir en sécurité en domestiquant des chats sauvages et en vivant à leur proximité.
Selkirk fit preuve de nombreuses ressources dans la réutilisation d'éléments qui lui restaient du navire comme de ceux qu'il trouvait sur place. Il bâtit deux cabanes à partir de bois de poivrier. Il utilisa son mousquet pour chasser les chèvres et son couteau pour nettoyer leurs carcasses. Sa réserve de poudre à canon ne cessant de diminuer, il fut forcé de s'en passer pour chasser. Durant l'une de ces chasses, il se blessa grièvement après avoir dévalé un escarpement et resta inconscient près d'une journée (sa proie amortit sa chute et lui évita d'avoir le dos cassé). À la suite de cet incident il lut la Bible, son seul livre, très fréquemment ; il trouvait dans ses lectures un réconfort face à sa situation mais aussi un moyen de maintenir sa pratique de l'anglais. Après trois années de solitude, entouré seulement de chiens, de chats et de chèvres qu'il apprivoise, il aperçoit deux fois des navires et se signale à eux. Cependant, ces navires sont espagnols et, loin de le sauver, l'équipage de chacun des navires l'aurait pendu comme pirate s'il ne s'était enfui et caché à temps.

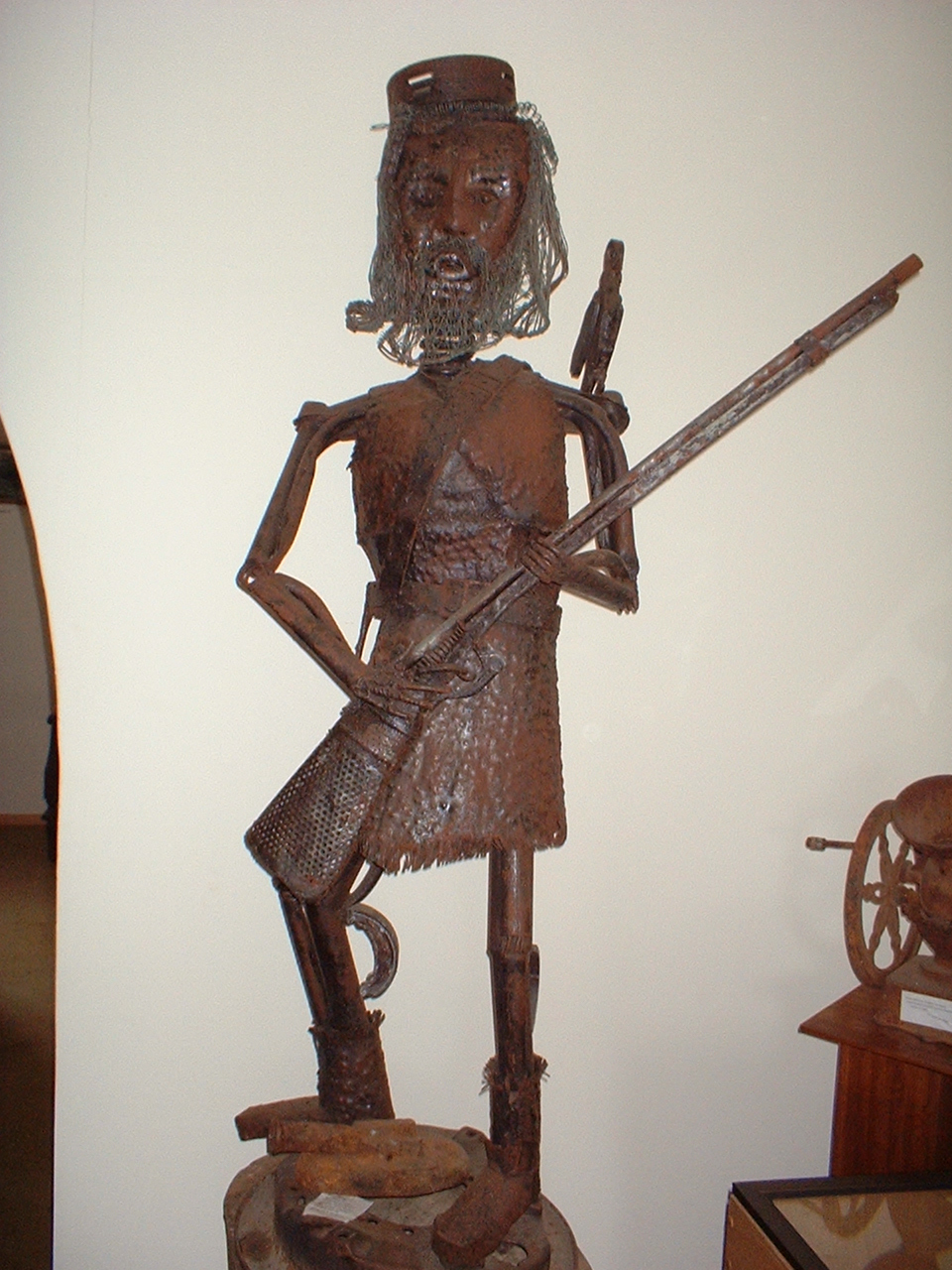
Statue représentant Alexander Selkirk. Photo prise pendant un voyage dans l'archipel Juan Fernández en 2005.

Il doit encore patienter près de deux années et demie supplémentaires avant que William Dampier, qui a abordé sur l'île en 1681 et 1684,  le secoure le 2 février 1709, au cours d'une expédition autour du monde menée par le capitaine Woodes Rogers avec deux navires : Duke et Duchess of Bristol.
Il fut d'une grande aide pour soigner les hommes de Rogers atteints de scorbut ; il chassait pour l'équipage deux à trois chèvres par jour. Selkirk reprend avec eux les raids sur les côtes chiliennes et péruviennes. Rogers et Selkirk devinrent réellement des compagnons de confiance : ce dernier se voit attribuer le commandement d'un des navires. De même, lorsque Rogers publia A Cruising Voyage Round the World: First to the South-Sea, Thence to the East-Indies, and Homewards by the Cape of Good Hope, en 1712, il fit part de l'aventure du rescapé.
Lorsqu'il rentre enfin à Londres en 1711, il est pauvre. Il rencontre l'écrivain Richard Steele, qui écrit son histoire et la publie dans le journal The Englishman le 3 décembre 1713. Par la suite, il rentre chez lui en Écosse, où il devient une célébrité locale. Au début de l'année 1717, Selkirk revint à Lower Largo mais n'y fit une halte que de quelques mois. Il y fit la rencontre de Sophia Bruce, une jeune employée de laiterie de 16 ans, lui-même étant alors âgé de 41 ans. Ils s'enfuirent tous les deux à Londres mais apparemment ne se marièrent pas pour autant. Il ne se remet jamais parfaitement de son séjour solitaire sur l'île : il passe beaucoup de temps seul et est mal à l'aise. Il se construit une sorte de case sur la propriété de son père. Enfin, il reprend le large à bord d'un négrier et périt de la fièvre jaune (ou de noyade) en 1721 au large des côtes d'Afrique.
En 1966, l'île chilienne de Más a Tierra est rebaptisée île Robinson Crusoe, en hommage conjoint à Selkirk et au roman inspiré par son aventure. L'île voisine de Más Afuera est rebaptisée île Alejandro Selkirk la même année, bien qu'elle ne reçût jamais la visite du célèbre survivant.